# Microcaecilia iyob
Espèce
Microcaecilia grandis est une espèce de gymnophiones de la famille des Siphonopidae.

## Répartition
Cette espèce est endémique du Guyana.

## Publication originale
- Wilkinson & Kok, 2010 : A new species of Microcaecilia (Amphibia: Gymnophiona: Caeciliidae) from Guyana. Zootaxa, no 2719, p. 35-40.